# Tramway de Franschhoek
Le tramway de Franschhoek – en anglais Franschhoek Wine Tram – est un tramway touristique dans la région de Franschhoek, dans la province du Cap-Occidental, en Afrique du Sud. Créé en 2012, il est utilisé pour l'œnotourisme, le parcours de son unique rame  permettant la visite des domaines viticoles des environs.